# Dobson (Carolina do Norte)
Dobson é uma cidade  localizada no estado norte-americano de Carolina do Norte, no Condado de Surry.

## Demografia
Segundo o censo norte-americano de 2000, a sua população era de 1457 habitantes.
Em 2006, foi estimada uma população de 1506, um aumento de 49 (3.4%).

## Geografia
De acordo com o United States Census Bureau tem uma área de
4,6 km², dos quais 4,6 km² cobertos por terra e 0,0 km² cobertos por água. Dobson localiza-se a aproximadamente 330 m acima do nível do mar.

## Localidades na vizinhança
O diagrama seguinte representa as localidades num raio de 20 km ao redor de Dobson.